# Gates to Purgatory
 (juin 2018).
Si vous disposez d'ouvrages ou d'articles de référence ou si vous connaissez des sites web de qualité traitant du thème abordé ici, merci de compléter l'article en donnant les références utiles à sa vérifiabilité et en les liant à la section « Notes et références ».
Albums de Running Wild
Death Metal
(1984) Branded and Exiled
(1985)
Gates to Purgatory est le premier album studio du groupe de heavy et speed metal allemand Running Wild, sorti en décembre 1984.
Dans cet album, certaines caractéristiques typiques du groupes sont déjà présentes, comme la thématique de la piraterie, mais aussi des paroles traitant des sujets comme l'anarchie, le libertarianisme et le satanisme.
Initialement publié en vinyle, l'album est réédité en CD dès 1985, mais dans l'édition de 1988, et les suivantes, deux titres bonus, extraits de l'EP Victim of States Power de 1984, sont ajoutés. En 2017, il reparait dans une version rematérisée Deluxe Edition digipack enrichie de  8 titres bonus.
En 2010, le groupe sludge metal américain, Kingdom of Sorrow fait une reprise de la chanson Soldiers of Hell pour leur album Behind the Blackest Tears.

## Liste des titres
Toutes les chansons sont écrites et composées par Rolf Kasparek, sauf annotations.
|       | 'Face A'                            |      |
| A1.   | Victim of States Power (Warnecke)   | 3:40 |
| A2.   | Black Demon                         | 4:29 |
| A3.   | Preacher (Kasparek, Warnecke)       | 4:26 |
| A4.   | Soldiers of Hell                    | 3:30 |
|       | 'Face B'                            |      |
| B1.   | Diabolic Force (Kasparek, Warnecke) | 5:05 |
| B2.   | Adrian S.O.S.                       | 2:55 |
| B3.   | Genghis Khan                        | 4:14 |
| B4.   | Prisoner of Our Time (Warnecke)     | 5:27 |
| 33:46 |                                     |      |

| Titres bonus - Réédition CD (Allemagne, Noise Records, 1988) | Titres bonus - Réédition CD (Allemagne, Noise Records, 1988) | Titres bonus - Réédition CD (Allemagne, Noise Records, 1988) | Titres bonus - Réédition CD (Allemagne, Noise Records, 1988) | Titres bonus - Réédition CD (Allemagne, Noise Records, 1988) | Titres bonus - Réédition CD (Allemagne, Noise Records, 1988) | Titres bonus - Réédition CD (Allemagne, Noise Records, 1988) | Titres bonus - Réédition CD (Allemagne, Noise Records, 1988) | Titres bonus - Réédition CD (Allemagne, Noise Records, 1988) | Titres bonus - Réédition CD (Allemagne, Noise Records, 1988) |
| No                                                           | Titre                                                        | Durée                                                        |                                                              |                                                              |                                                              |                                                              |                                                              |                                                              |                                                              |
| ------------------------------------------------------------ | ------------------------------------------------------------ | ------------------------------------------------------------ | ------------------------------------------------------------ | ------------------------------------------------------------ | ------------------------------------------------------------ | ------------------------------------------------------------ | ------------------------------------------------------------ | ------------------------------------------------------------ | ------------------------------------------------------------ |
| 9.                                                           | Walpurgis Night (Warnecke)                                   | 4:41                                                         |                                                              |                                                              |                                                              |                                                              |                                                              |                                                              |                                                              |
| 10.                                                          | Satan                                                        | 4:09                                                         |                                                              |                                                              |                                                              |                                                              |                                                              |                                                              |                                                              |
| 42:35                                                        |                                                              |                                                              |                                                              |                                                              |                                                              |                                                              |                                                              |                                                              |                                                              |

| Titres bonus - Réédition CD rematérisée Deluxe Edition Expanded digipack (Noise Records, BMG, Sanctuary Records, 3 août 2017) | Titres bonus - Réédition CD rematérisée Deluxe Edition Expanded digipack (Noise Records, BMG, Sanctuary Records, 3 août 2017) | Titres bonus - Réédition CD rematérisée Deluxe Edition Expanded digipack (Noise Records, BMG, Sanctuary Records, 3 août 2017) | Titres bonus - Réédition CD rematérisée Deluxe Edition Expanded digipack (Noise Records, BMG, Sanctuary Records, 3 août 2017) | Titres bonus - Réédition CD rematérisée Deluxe Edition Expanded digipack (Noise Records, BMG, Sanctuary Records, 3 août 2017) | Titres bonus - Réédition CD rematérisée Deluxe Edition Expanded digipack (Noise Records, BMG, Sanctuary Records, 3 août 2017) | Titres bonus - Réédition CD rematérisée Deluxe Edition Expanded digipack (Noise Records, BMG, Sanctuary Records, 3 août 2017) | Titres bonus - Réédition CD rematérisée Deluxe Edition Expanded digipack (Noise Records, BMG, Sanctuary Records, 3 août 2017) | Titres bonus - Réédition CD rematérisée Deluxe Edition Expanded digipack (Noise Records, BMG, Sanctuary Records, 3 août 2017) | Titres bonus - Réédition CD rematérisée Deluxe Edition Expanded digipack (Noise Records, BMG, Sanctuary Records, 3 août 2017) |
| No | Titre | Durée | | | | | | | |
| --- | --- | --- | --- | --- | --- | --- | --- | --- | --- |
| 9. | Chains and Leather ("Rock From Hell - German Metal Attack" Version)                                                           | 5:08 | | | | | | | |
| 10. | Adrian ("Rock From Hell - German Metal Attack" Version)                                                                       | 2:43 | | | | | | | |
| 11. | Walurgis Night (The Sign Of Women's Fight) (12" Single B-Side)                                                                | 5:19 | | | | | | | |
| 12. | Satan (12" Single B-Side) | 4:08 | | | | | | | |
| 13. | Iron Heads ("Death Metal" Version)                                                                                            | 3:44 | | | | | | | |
| 14. | Bones To Ashes ("Death Metal" Version)                                                                                        | 5:17 | | | | | | | |
| 15. | Soldiers Of Hell (1991 Re-recorded Version)                                                                                   | 3:21 | | | | | | | |
| 16. | Prisoner Of Our Time (1991 Re-recorded Version)                                                                               | 4:36 | | | | | | | |
| 77:19 | | | | | | | | | |

## Crédits
| - Gerald "Preacher" Warnecke : guitare, chant - Rolf "Rock 'N' Rolf" Kasparek : chant (frontman), guitare - Stephan Boriss : basse - Wolfgang "Hasche" Hagemann : batterie | - Production, artwork (pochette) : Running Wild - Enregistrement : Horst Müller - Photographie : Diederich B. Magnussen |